# Cnemaspis selenolagus
Cnemaspis selenolagus är en ödla med påfallande färgteckning i familjen geckoödlor som förekommer i Thailand. Artepitetet i det vetenskapliga namnet är bildat av de grekiska orden selene (måne) och lagos (kanin/hare). Det syftar på en naturskyddsorganisation i Thailand som är uppkallad efter "månharen", en figur i den asiatiska mytologin.
Arten är utan svans upp till 36 mm lång. Grundfärgen på huvudet, på främre delen av ryggen och på armarna är orangegul. Dessutom har huvudet några oregelbundna ljusa och märka långsträckta mönster. Även främre delen av ryggen har flera mörka glest fördelade fläckar. Grundfärgen på bakre delen av ryggen, på bakbenen och på svansen är däremot rödbrun. På dessa kroppsdelar förekommer gråa fläckar respektive gråa tvärstrimmor på svansen.
Exemplar hittades i provinsen Ratchaburi i bergstrakter. Regionen är täckt av fuktiga städsegröna skogar.